# Ebene der Steinkrüge
Die Ebene der Steinkrüge (laotisch: ທົ່ງໄຫຫິນ, ALA-LC Thong Hai Hin (übersetzt Feld der Steinkrüge); englisch: Plain of Jars; französisch plaine des Jarres; deutsch auch Ebene der Tonkrüge) in der Nähe der der Stadt Phonsavan in Laos umfasst über 2100 röhrenförmige Megalith-Krüge aus Sandstein in einer Größe von einem halben bis zu drei Metern und einem Gewicht zwischen 600 und 6000 kg. 
Sie wurden mutmaßlich zwischen 500 v. Chr. und 500 n. Chr. geschaffen. Archäologen halten die Gefäße für Begräbnisurnen einer megalithischen Kultur. Vermutet wird eine Verbindung zu den indigenen, austroasiatisch-sprachigen Völkern in Laos, wie z. B. den Khmu. Der Großteil der Krüge befindet sich auf den drei Großen Lagerstätten (Stätte 1, 2 und 3). Allein zur Stätte 1 bei Ban Ang zählen mehr als 250 Steinkrüge.

## Entdeckung und Forschung
Die Steinkrüge wurden 1884 von dem irischen Landvermesser James McCarthy beschrieben, der in siamesischen Auftrag die Grenzgebiete Siams kartographierte. Die Erkundungsmission des französischen Kolonialbeamten Auguste Pavie in Xieng Khouang, das er für Französisch-Indochina beanspruchte, untersuchte die Krüge 1888/89. Der als Kolonialadministrator in Vientiane stationierte Pierre Morin erstellte 1903 eine erste Karte der Standorte. 
Eine zusammenfassende Dokumentation erhielten die Steinkrüge 1912 durch den Archäologen Henri Parmentier. Sie wurden 1926 in das Denkmalverzeichnis Französisch-Indochinas aufgenommen. Bereits in den 1920er-Jahren war die Ebene der Steinkrüge eine Touristenattraktion. Als wichtigste Erforscherin der Steinkrüge-Kultur gilt die französische Archäologin Madeleine Colani, die die Megalithen in den 1930er-Jahren im Auftrag der École française d’Extrême-Orient untersuchte.

## UNESCO-Welterbe
Im Jahr 2019 wurde das Gebiet zum UNESCO-Welterbe erklärt. Die UNESCO begründet dies mit dem außergewöhnlichen Zeugnis, welches die Krüge für die Zivilisation in dieser Gegend sowie als Beispiel auch für die Produktion, den Transport und die Nutzung solcher Krüge in Südostasien zwischen 500 v. Chr. und 500 n. Chr. abgeben.
Da die Provinz Xieng Khouang während des Laotischen Bürgerkriegs in den 1960er und 1970er Jahren von der Amerikanischen Luftwaffe massiv bombardiert wurde, sind auch heute noch viele der Lagerstätten nicht zugänglich. Lediglich bei den Stätten 1, 2 und 3 wurde ein Großteil der Bomben geräumt. Die begehbaren Flächen sind dort markiert.

## Bilder

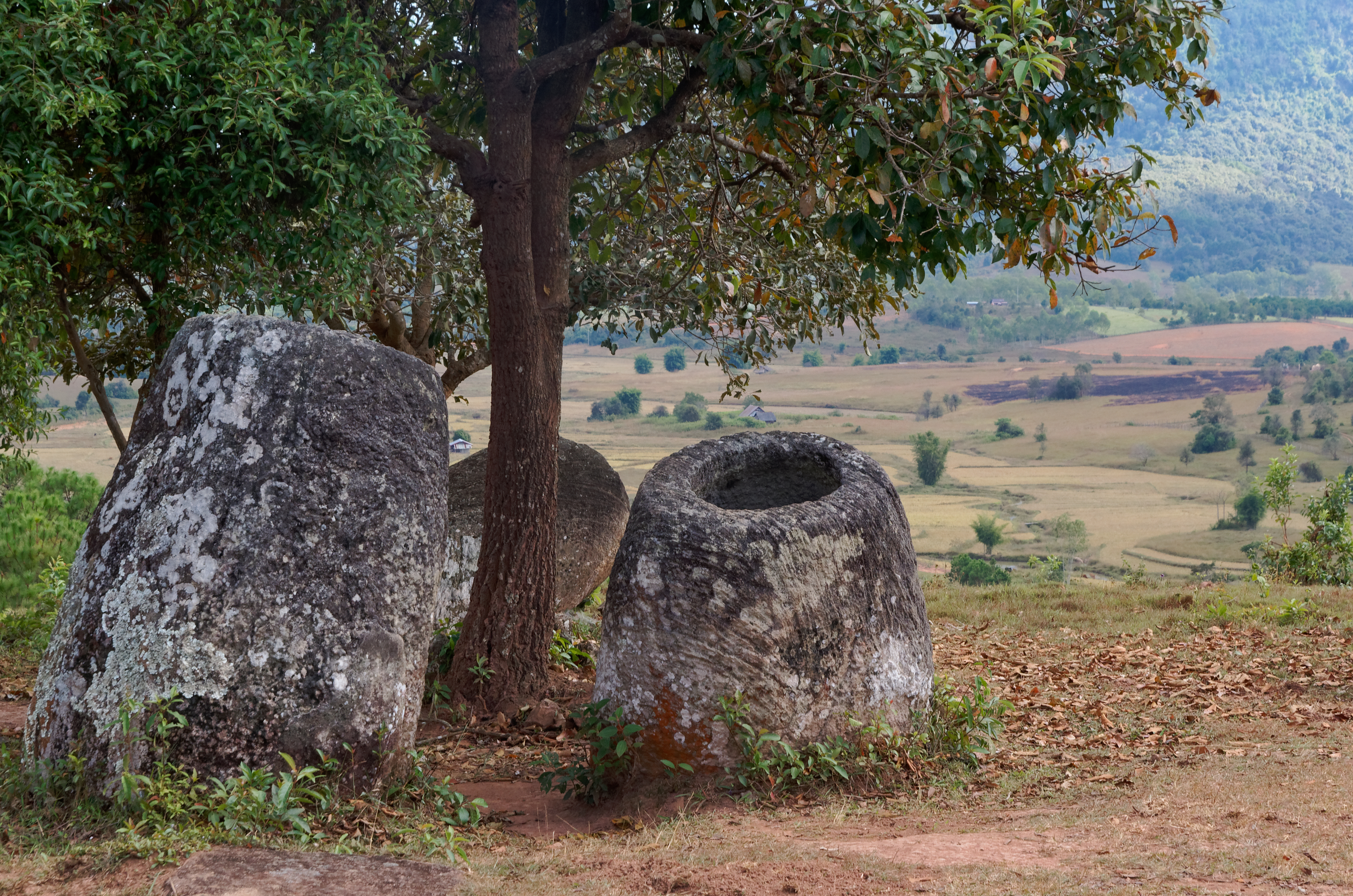
Krüge der Stätte 2
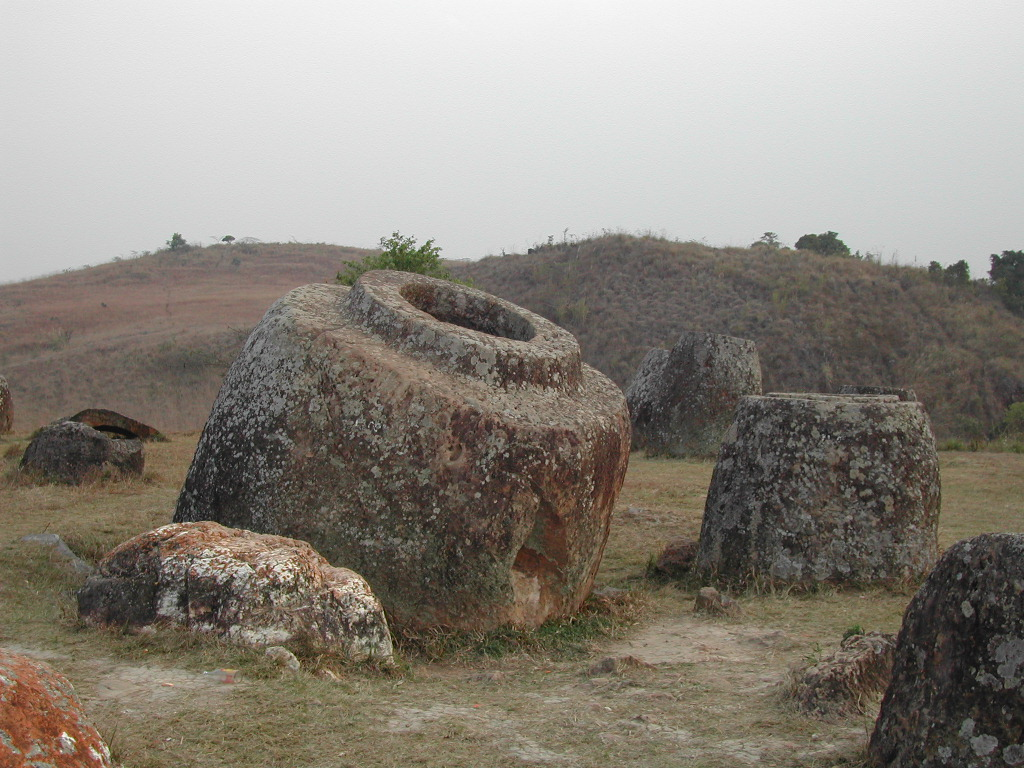
Größter aller Steinkrüge (Stätte 1)
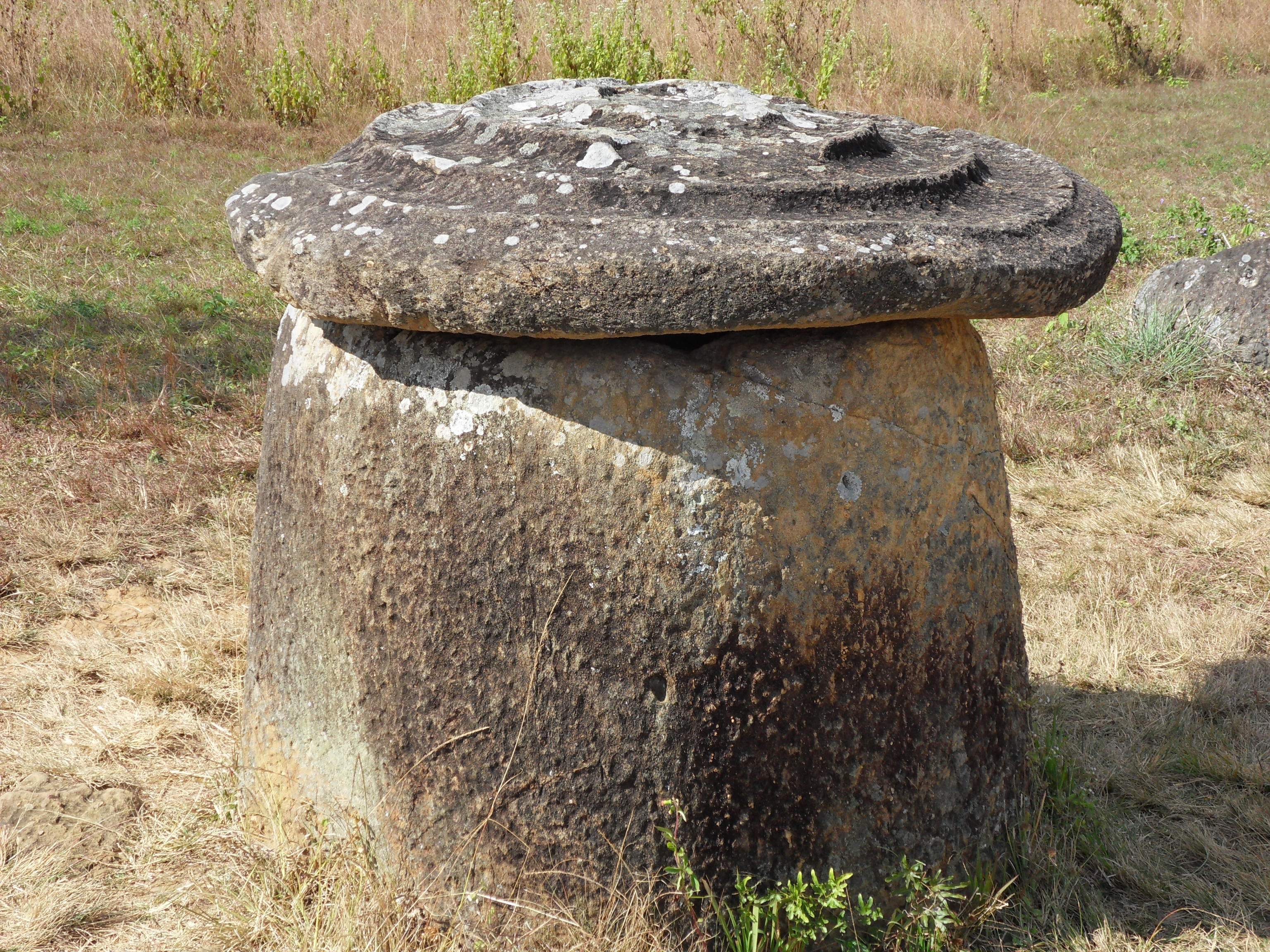
Krug mit Abdeckung (Stätte 1)
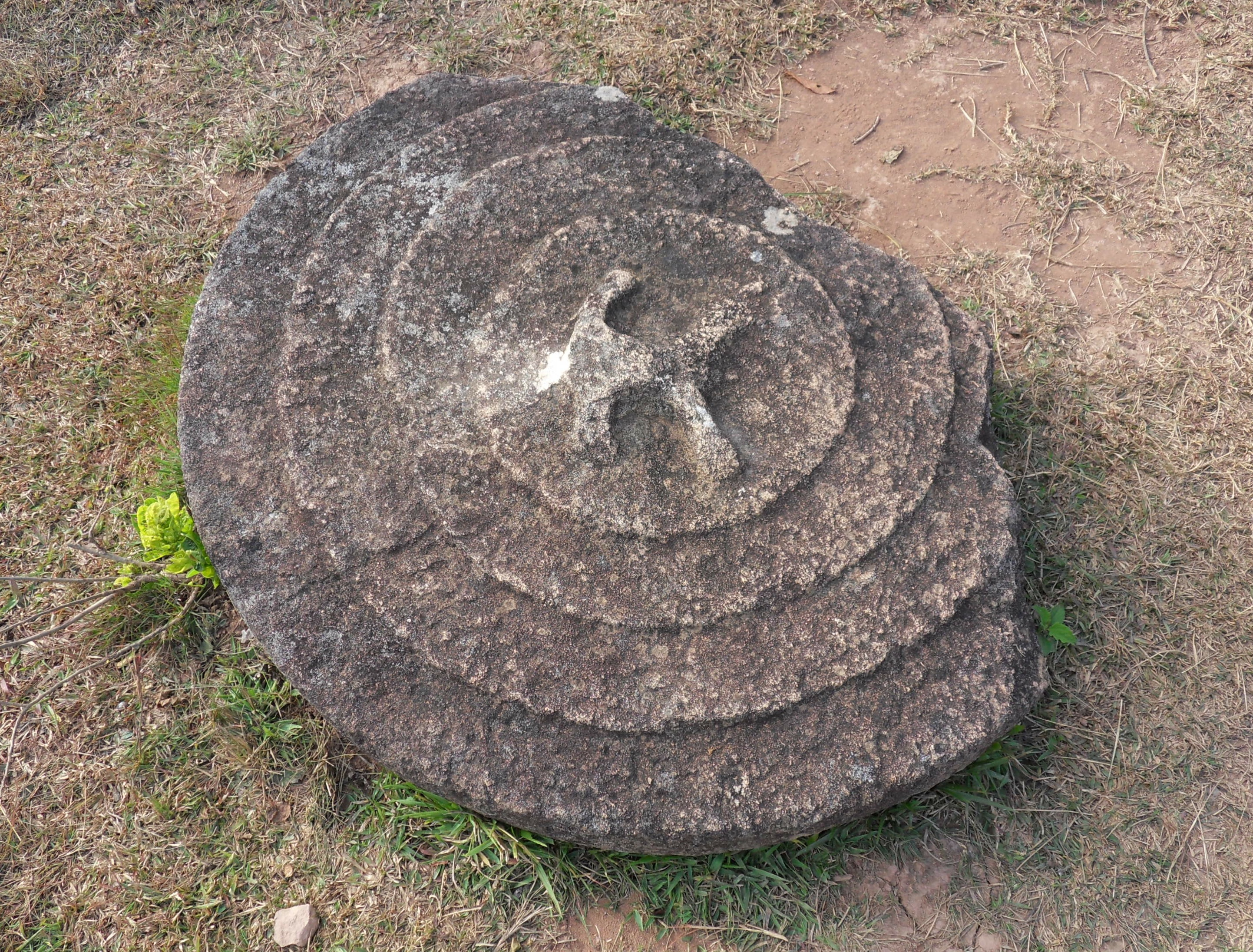
Abdeckung mit stilisierter Menschen- oder Tierdarstellung (Stätte 2)
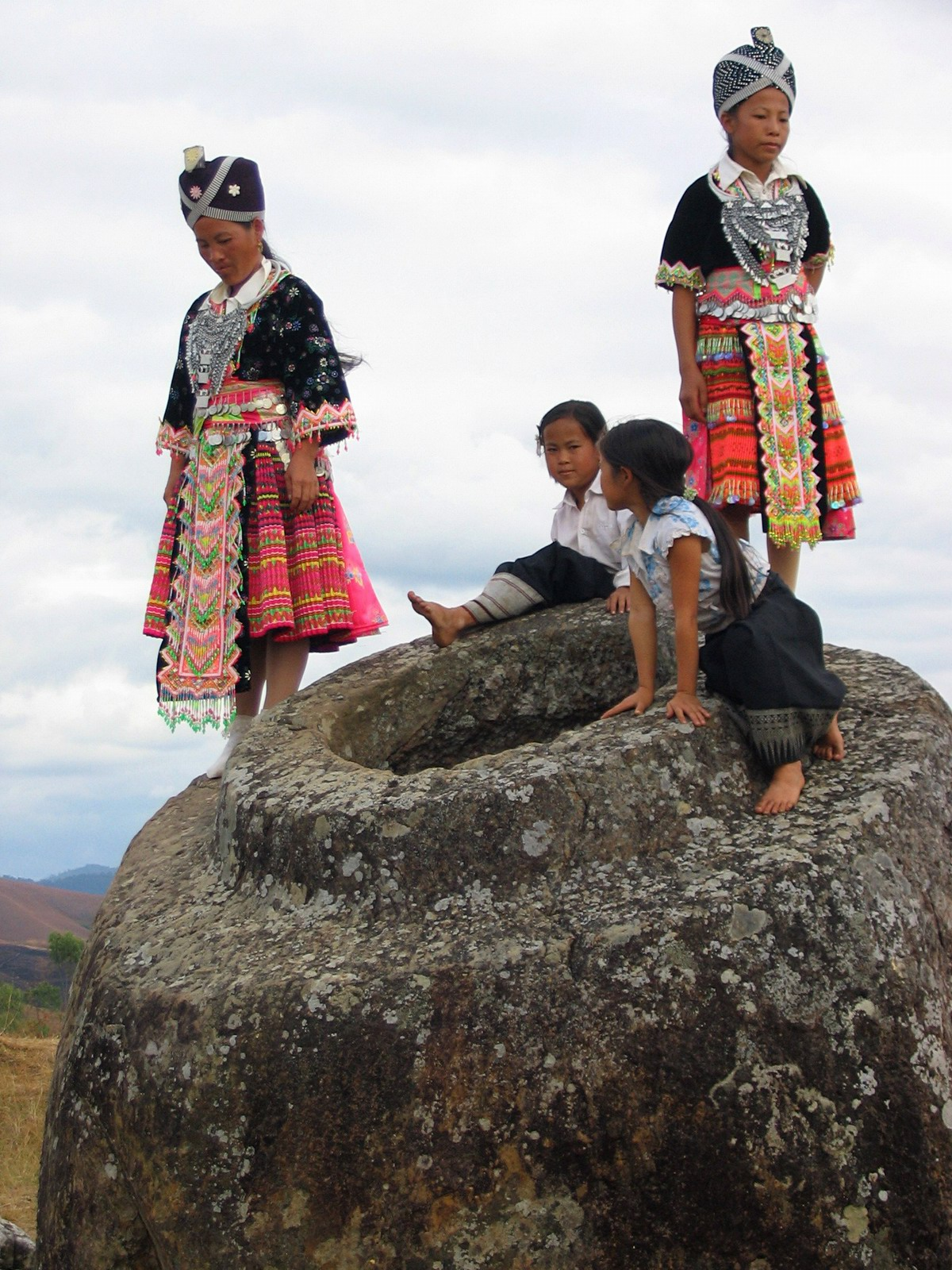
Hmong-Mädchen auf einem der Steinkrüge der Stätte 1